# Bégrolles-en-Mauges
Bégrolles-en-Mauges is een plaats en gemeente in het Franse departement Maine-et-Loire in de regio Pays de la Loire. De gemeente maakt deel uit van het arrondissement Cholet. Bégrolles-en-Mauges telde op 1 januari 2022 2.115 inwoners.
Deze gemeenten behoorde tot de Communauté de communes du Centre-Mauges tot het op 1 juli 2015 besloot het samenwerkingsverband te verlaten om op 1 januari 2016 toe te treden tot de Communauté d'agglomération du Choletais waardoor de gemeente niet bij de gemeentefusie betrokken werd waarbij in december 2015 Beaupréau-en-Mauges ontstond.

## Geografie
De oppervlakte van Bégrolles-en-Mauges bedroeg op 1 januari 2022 14,62 vierkante kilometer; de bevolkingsdichtheid was toen 144,7 inwoners per km².

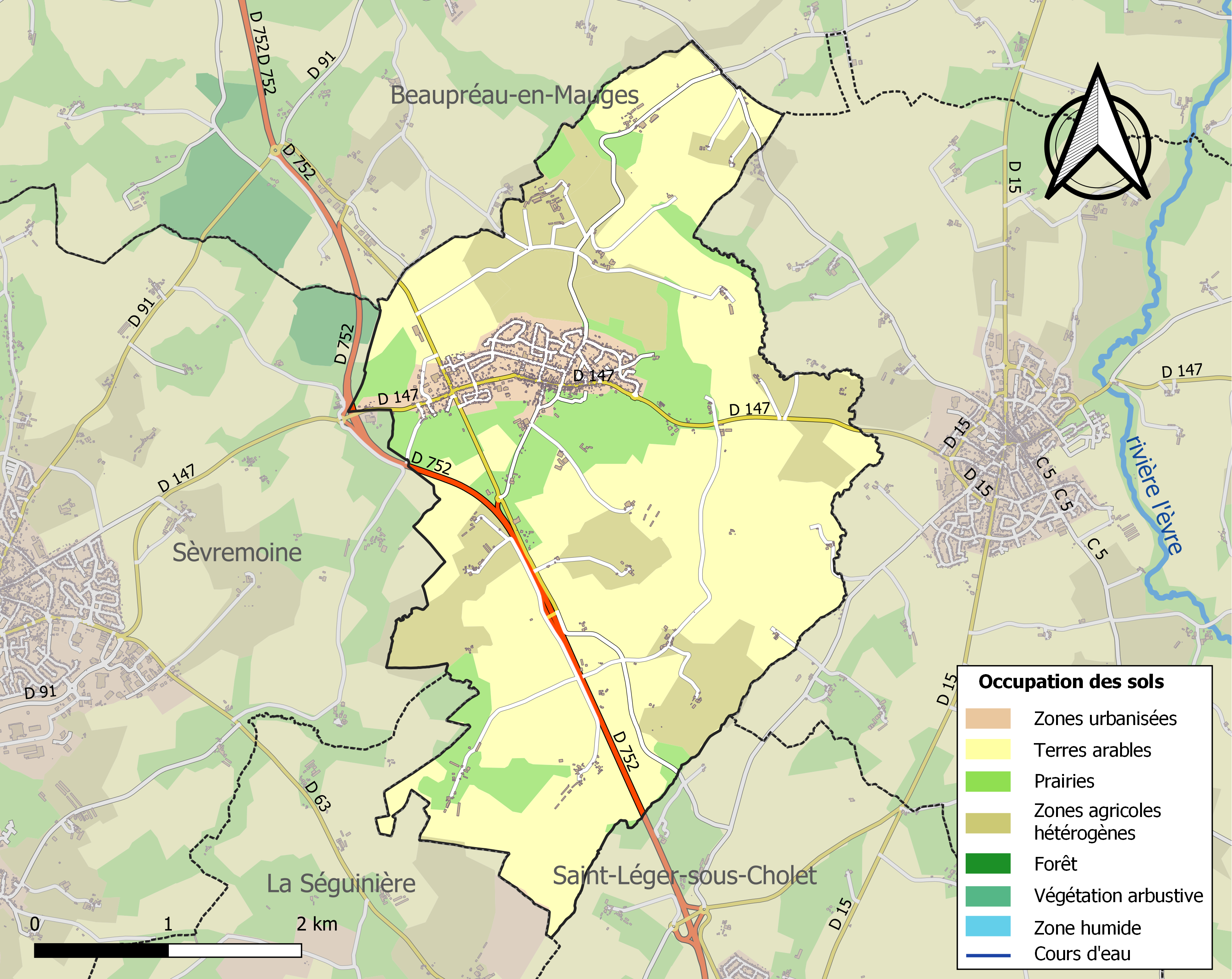
Kaart van de gemeente met de belangrijkste infrastructuur, bodemgebruik en omliggende gemeenten

## Demografie
Onderstaande figuur toont het verloop van het inwonertal (bron: INSEE-tellingen).